# Блесањо
Блесањо (итал. Blessagno) је насеље у Италији у округу Комо, региону Ломбардија.
Према процени из 2011. у насељу је живело 180 становника. Насеље се налази на надморској висини од 779 м.

## Становништво
| 1931. | 1936. | 1951. | 1961. | 1971. | 1981. | 1991. | 2001. | 2011. |
| ----- | ----- | ----- | ----- | ----- | ----- | ----- | ----- | ----- |
| 379   | 322   | 328   | 260   | 173   | 220   | 262   | 253   | 284   |